# Forze armate di liberazione nazionale
Le Forze armate di liberazione nazionale o FALN (in spagnolo Fuerzas Armadas de Liberación Nacional) erano un'organizzazione terroristica clandestina operante a Porto Rico che ha lottato per la completa indipendenza dell'isola.
Tra il 1974 ed il 1983 il FALN si è reso responsabile di più di 120 attentati dinamitardi contro gli interessi statunitensi. Oggi non è più attiva.